# Grad Baumé
Grad Baumé (Einheitenzeichen °Bé; nach dem französischen Chemiker Antoine Baumé), auch Baumé-Grad, ist eine größtenteils veraltete Gradeinteilung der Aräometerskala zur Bestimmung der relativen Dichte von Flüssigkeiten über den Auftrieb. In der Süßwarenindustrie und in der Herstellung von Dragées mit Zuckerüberzug wird die Skaleneinteilung in Baumé-Grad bis heute benutzt. Auch bei Wasserglas ist sie noch üblich.
Bei der Baumé-Skala ist der untere Fixpunkt (0 °Bé) durch die Eintauchtiefe eines Aräometers in Wasser und der obere durch Eintauchen in Schwefelsäuremonohydrat (66 °Bé) definiert, jeweils bei einer Temperatur von 15,6 °C. Der Abstand zwischen den beiden Fixpunkten wird auf einer Papierskala im Stiel des Aräometers in 66 gleiche Längenabschnitte geteilt. Bei der Festlegung der Skala wurde eine 10%ige Kochsalzlösung als dritter Fixpunkt benutzt, deren Dichte als 10 °Bé festgelegt wurde.
Darüber hinaus existierten auch leicht abweichende Skalen, jeweils bezogen auf die relative Dichte {\displaystyle d}:
rationelle Baumé
{\displaystyle d={\frac {144{,}3}{{144{,}3}-{\text{°Bé}}}}}
holländische Baumé
{\displaystyle d={\frac {144}{{144}-{\text{°Bé}}}}}
amerikanische Baumé
für Flüssigkeiten leichter 1,000 g/ml
{\displaystyle d={\frac {140}{{130}+{\text{°Bé}}}}}
für Flüssigkeiten schwerer 1,000 g/ml
{\displaystyle d={\frac {145}{{145}-{\text{°Bé}}}}}